# Idyanthe pusilla
Idyanthe pusilla är en kräftdjursart som beskrevs av Sars. Idyanthe pusilla ingår i släktet Idyanthe och familjen Tisbidae. Inga underarter finns listade i Catalogue of Life.